# Dick Bruna
Dick Bruna (născut Hendrik Magdalenus Bruna; n. 23 august 1927, Utrecht⁠(d), Utrecht, Țările de Jos – d. 16 februarie 2017, Utrecht⁠(d), Utrecht, Țările de Jos) a fost un autor, artist, ilustrator⁠(d) și designer grafic olandez.
Bruna era cunoscut pentru cărțile sale pentru copii, pe care le-a scris și ilustrat, numărând peste 200. Cea mai notabilă creație a sa a fost Miffy (Nijntje în originalul olandez), un mic iepure desenat cu linii grafice groase, forme simple și culori primare. Bruna a creat și povești pentru personaje precum Lottie, Farmer John și Hettie Hedgehog.
Pe lângă catalogul său prolific de cărți pentru copii, Bruna a ilustrat și proiectat, de asemenea, coperți, afișe și materiale promoționale pentru editura tatălui său, AW Bruna & Zoon. Cele mai populare designuri ale sale au apărut pe copertele seriei de cărți Zwarte Beertjes (în engleză, „little black bears”). Bine cunoscute printre desenele sale sunt cele pentru cărțile Maigret ale lui Simenon, caracterizate de siluetele grafice ale unei țevi pe diferite fundaluri.

## Biografie
Tatăl lui Dick Bruna, AW Bruna, a condus compania de editură de familie Bruna, împreună cu fratele său Henk Bruna. Intențiile tatălui său erau ca Bruna să-i calce pe urme, dar Bruna avea planuri diferite și dorea să fie artist. A călătorit la Londra și a trăit o perioadă la Paris, unde a fost influențat de Fernand Léger, Pablo Picasso și în special Henri Matisse. Întors în Olanda, a urmat cursurile Rijksakademie van beeldende kunsten din Amsterdam, dar a renunțat curând; a spus după aceea că nu are talent de pictor și că nu știe să deseneze perspectiva.
În 1955, în timpul vacanței în familie, a văzut un iepure țopăind și mai târziu a încercat să-l deseneze, creând astfel „Nijntje” („Miffy” în engleză), cuvântul pe care un copil olandez l-ar putea folosi ca diminutiv pentru „ konijntje”, „iepure mic”.
Bruna a ilustrat peste 2.000 de coperți și peste 100 de postere pentru afacerea de familie, AW Bruna & Zoon. Dar când compania din Amsterdam Art Unlimited a decis să publice Poster & Postcards în urma expozițiilor internaționale de călătorie ale lui Roby Bellemans cu ilustratori olandezi și alți ilustratori de cărți pentru copii, Dick Bruna l-a abordat pe Roby cu privire la această colaborare și a decis să lase Art Unlimited să-i publice cărțile „Nijntje”. Ilustrațiile sale cele mai recunoscute au fost pentru seria de cărți Zwarte Beertjes (în engleză: ursuleți negri), inclusiv The Saint, James Bond, Simenon și Shakespeare. El a spus că personajul japonez Hello Kitty a fost copiat după Miffy.
În 2014, Bruna și-a anunțat retragerea, după care drepturile asupra personajului Miffy trebuiau să nu fie vândute. În martie 2016, a primit premiul Max Velthuijs.
Bruna a decedat din cauze naturale în somn la Utrecht, pe 16 februarie 2017, la vârsta de 89 de ani.

## Bibliografie (ca autor pentru copii)

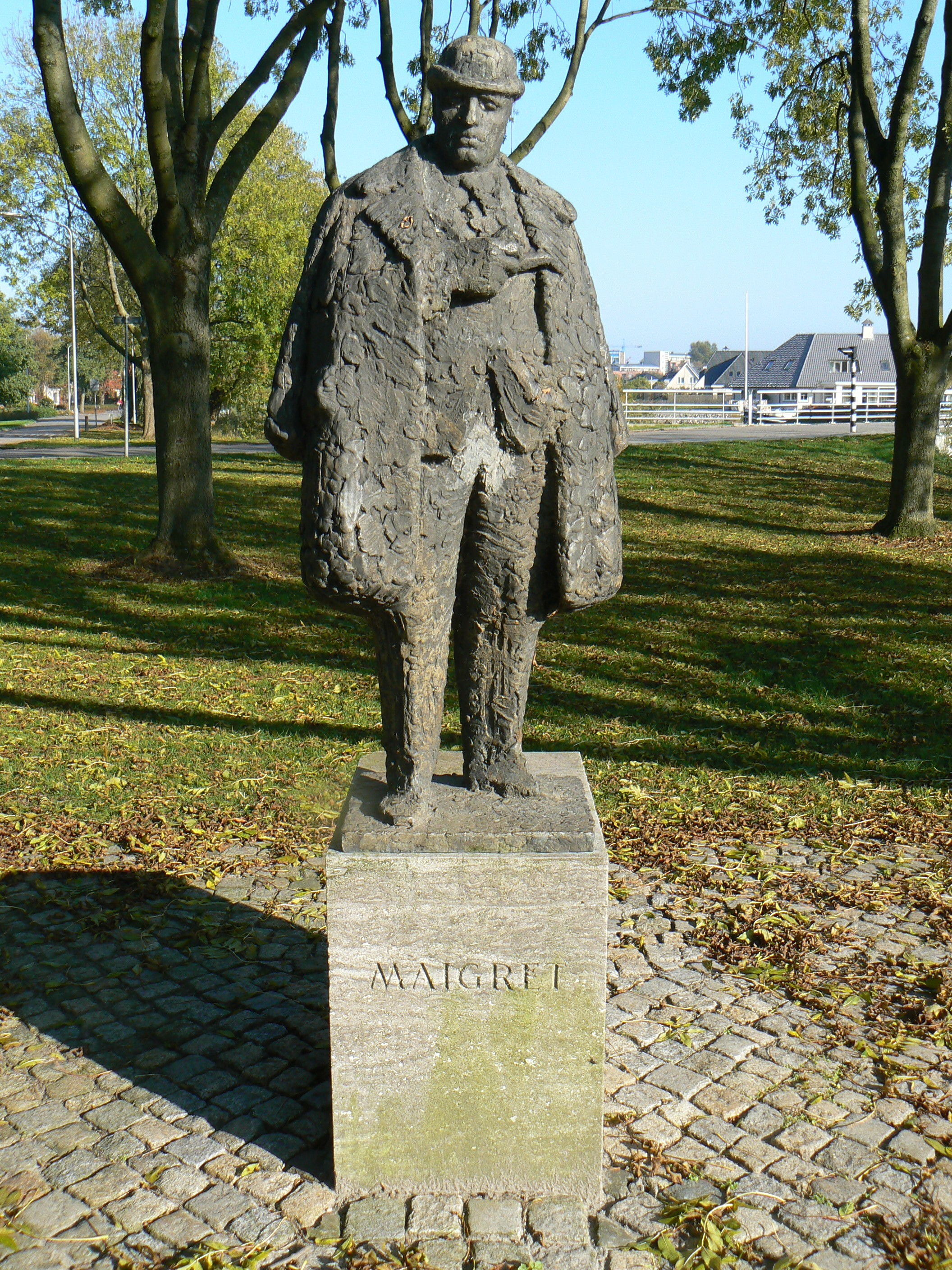
Sculptură Jules Maigret oferită orașului Delfzijl, Olanda de AW Bruna Uitgevers.

## Galerie

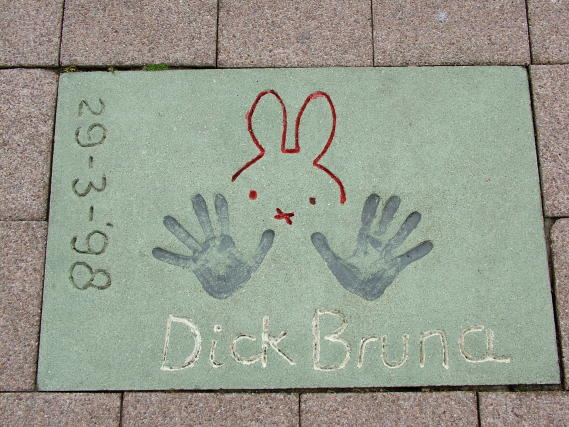
Rotterdam Walk of Fame
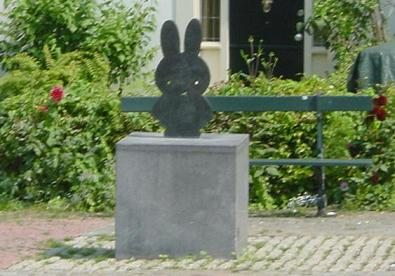
Statuia Miffy pe „Nijntje Pleintje” dinUtrecht
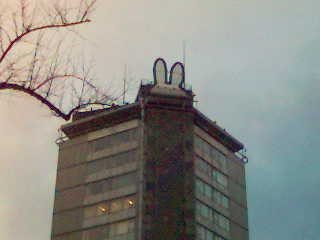
„Neudeflat” din Utrecht
Magazinul Miffy,Amsterdam